# Cor Bijster

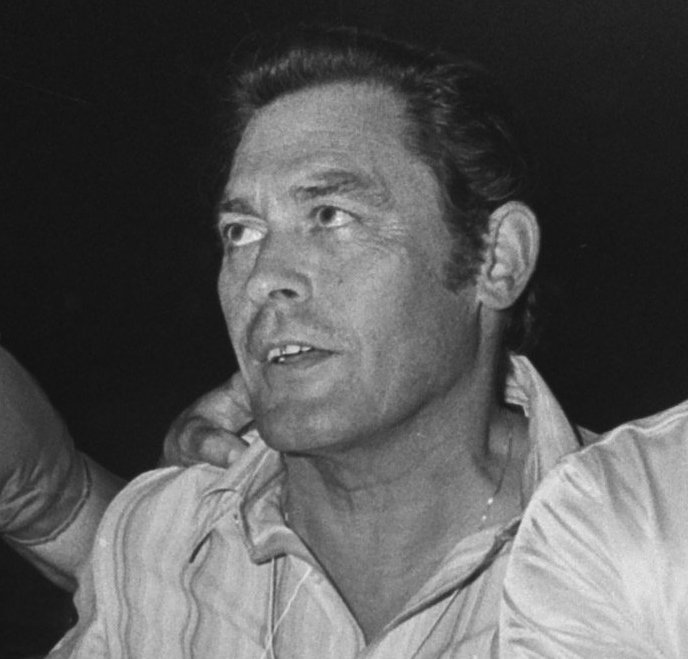
Cor Bijster (1979)

Cornelis „Cor“ Bijster (* 13. Dezember 1922 in Haarlem; † 24. Oktober 1998 in Amsterdam) war ein niederländischer Radrennfahrer.
Cor Bijster war als Radrennfahrer von Ende der 1930er Jahre bis 1961 aktiv, bis 1949 zunächst als Amateur. 1942 wurde er niederländischer Meister im Sprint, 1947 im Straßenrennen der Amateure. Bei den UCI-Bahn-Weltmeisterschaften 1946 in Zürich belegte er Rang drei im Sprint der Amateure, im Jahr darauf wurde er in Kopenhagen Vizeweltmeister. Viele Male belegte er Podiumsplätze bei nationalen Meisterschaften. Herausragend war sein Sieg 1947 beim Grand Prix Kopenhagen, in dem er das Amateurrennen gewann. Ebenso erfolgreich war er 1947 beim britischen Rennen Champion of Champions in London.
Ende der 1970er war Blijster niederländischer Nationaltrainer der Frauen-Radmannschaft.